# 马忠 (东吴)
马忠（？—？），东汉末年孙权偏将军潘璋司马。

## 生平
汉献帝建安二十四年（219年），左将军刘备攻取汉中，称汉中王，拜董督荆州事襄阳太守、荡寇将军关羽为前将军，假节钺。不久，关羽挥师北伐，兵锋直指襄阳，围征南将军曹仁、汝南太守满宠于樊，魏王曹操遣左将军于禁督七军三万人解围。适天大霖雨，汉水暴涨，关羽以舟师攻之，于禁所督七军三万人皆降，立义将军庞德以不降见杀，荆州刺史胡修、南乡太守傅方亦降。曹操遣平寇将军徐晃督徐商、吕建、殷署、朱盖等凡十二营解围，续召扬州刺史温恢、兖州刺史裴潜、豫州刺史吕贡、征东将军张辽等救之。
讨虏将军领会稽太守孙权偷袭荆州，南郡太守麋芳投降，关羽将士家属被俘，军无战心。徐晃解围至樊，曹仁突围而出。关羽撤军南还，将士溃散，遂西保麦城，孙权遣使劝降，关羽伪降，欲西走入蜀。孙权遣偏将军朱然、潘璋在临沮断道，马忠於章乡遇見关羽及其子关平、都督赵累等十余骑，馬忠將關羽等人捕縛。
事後潘璋因功拜固陵太守、振威将军，封溧阳侯；朱然迁昭武将军，封西安乡侯。反而马忠未被提及封赏之记载，从此不再现于史册。

## 《三国演义》形象
因生擒關羽有功，孫權將關羽的坐騎赤兔馬賜與馬忠，不過赤兔馬卻絕食數日後而亡。後劉備舉兵伐吳，馬忠也射殺黃忠，將張苞擊退，不過劉備軍依舊優勢，傅士仁與麋芳兩人見戰況不妙，二人於夜晚刺殺馬忠，首級被帶往投奔蜀國。

## 漫畫
- 《蒼天航路》（王欣太）:初時以「阿獞」身份登場，愛生食馬頭，不會接近丁奉以外任何人，於討伐關羽時咬傷其右臂，後被關羽殺害，死後孫權憐其奮勇，賜名其「馬忠」。
- 《火鳳燎原》（陳某）：於周瑜亡命篇登場，在周瑜與燎原廣、郭淮交手時，用箭射傷郭淮。